# The Secret Handshake
The Secret Handshake è stato un progetto musicale del cantante e polistrumentista statunitense Luis Alberto Dubuc, attivo dal 2004 al 2011.
Attraverso il nome di The Secret Handshake Dubuc ha pubblicato 4 album in studio e 2 EP. L'ha poi abbandonato per focalizzarsi su un nuovo progetto, chiamato Mystery Skulls.

## Discografia

### Album in studio
- 2004 – Antarctica
- 2007 – One Full Year
- 2009 – My Name Up in Lights
- 2010 – Night & Day

### EP
- 2005 – This Is Bigger Than You and I
- 2007 – Summer of '98

### Singoli
- 2007 – Too Young
- 2007 – Summer of '98
- 2008 – Gamegirl (Rout Remix)
- 2008 – Midnight Movie
- 2009 – Saturday
- 2009 – All for You
- 2010 – Domino